# Sawara
Sawara (佐原市 Sawara-shi?) a fost un municipiu din Japonia, prefectura Chiba. La 27 martie 2006, în rezultatul comasării cu orașele Kurimoyo, Omigawa și Yamada (toate din districtul Katori), a fost creat municipiul Katori.